# Richard Ruoff
Richard Ruoff (Meßbach, 18 de agosto de 1883 - Tübingen, 30 de marzo de 1967) fue un general en la Wehrmacht de la Alemania Nazi durante la Segunda Guerra Mundial. Comandó el 4.º Ejército Panzer y el 17.º Ejército en el frente oriental.

## Segunda Guerra Mundial
Ruoff tomó el mando del V Cuerpo de Ejército el 1 de mayo de 1939, y lideró esta unidad en la II Guerra Mundial. Concurridamente también comandó el V Wehrkreis en Stuttgart. A Ruoff después le fue dado el mando del 4.º Ejército Panzer desde el 8 de enero de 1942 hasta el 31 de mayo de 1942. El 4.º Ejército Panzer era parte del Grupo de Ejércitos A que fue formado cuando el Grupo de Ejércitos Sur fue dividido en dos formaciones para la ofensiva de verano de 1942.
Ruoff comandó el 17.º Ejército desde el 1 de junio de 1942 hasta el 24 de junio de 1943. El 17.º Ejército también era parte del Grupo de Ejércitos A. Ruoff era comandante del 17.º Ejército cuando, el 3 de junio de 1942, el Cuerpo Expedicionario Italiano en Rusia fue brevemente subordinado a él. De junio a julio, el 17.º Ejército alemán, el CSIR, y el 3.º Ejército rumano fueron organizados como "Grupo de Ejércitos Ruoff". Para julio de 1942, Ruoff perdía su unidad italiana. El CSIR fue subsumido en el mayor Ejército Italiano en Rusia (Armata Italiana in Russia, o ARMIR) y transferido al Grupo de Ejércitos B (Heeresgruppe B).
Durante el final del verano, como parte del Grupo de Ejércitos A, Ruoff y el 17.º Ejército atacó hacia los campos petrolíferos del Caucaso. Para diciembre, las fuerzas soviéticas habían destruido los ejércitos que defendían los flancos (incluyendo el ARMIR) y habían rodeado el 6.º Ejército alemán en Stalingrado. El Grupo de Ejércitos B fue retirado del sur de Rusia pero Ruoff y el 17 Ejército fueron ordenados mantener la "cabeza de puente de Kuban". En junio de 1943, fue trasladado a la reserva, y no volvió al combate durante la guerra.
Se vertieron graves acusaciones de crímenes de guerra contra el 17.º Ejército a las órdenes de Ruoff en el Juicio de Krasnodar conducido por el tribunal militar del Frente Nordcaucásico soviético. Sin embargo, en la posguerra, la Unión Soviética no pidió la extradición de Ruoff.

## Condecoraciones
- Cruz de Hierro (1914)[4]
- Cruz de Caballero de la Orden al Mérito Militar (Wurtemberg)[4]
- Cruz de Caballero, Primera Clase de la Orden de Federico (Wurtemberg)[4]
- Cruz de Caballero de la Cruz de Hierro el 30 de junio de 1941 como General der Infanterie y comandante del V. Armeekorps[5]